# 氯化鋇
氯化鋇（化学式：BaCl2）是钡的氯化物，有毒，灼烧時產生黃綠色的光。

## 製备
氯化鋇可以由碳酸鋇（自然界中的毒重石）或氫氧化鋇和鹽酸的反應得到。工業上可以從硫酸鋇經過兩個步驟得到：
BaSO4 + 4 C → BaS + 4 CO（加熱）
BaS + CaCl2 → BaCl2 + CaS （溶掉混合物）

## 化學性質
氯化鋇溶於水解离为Ba2+和Cl-，解离出的离子可以产生沉淀反应：
BaCl2 + Na2SO4 → 2 NaCl + BaSO4↓
BaCl2 + K2CrO4 → 2 KCl + BaCrO4↓
BaCl2 + Na2C2O4 → 2 NaCl + BaC2O4↓
BaCl2 + 2 AgNO3 → 2 AgCl↓ + Ba(NO3)2
在1000℃，熔化的氯化钡和钠有如下平衡：
2 Na + BaCl2 ↔ 2 NaCl + Ba

## 用途
虽然价格便宜，但氯化钡的用处有限。在工业中，氯化钡主要用于腐蚀性氯工厂的卤水溶液的净化，也用于热处理盐的制造和钢的硬化。 它的毒性限制了它的应用。
在實驗室，它可用來測試硫酸鹽。

## 安全
氯化钡与其它的水溶性钡盐一样，因其可在水溶液中离解出钡离子，所以都是有高毒性的。可溶性钡盐中毒通常使用硫酸鉀或硫酸鎂作为解毒剂，它们会反应产生硫酸钡，因其不溶性而相对于氯化钡则为无毒的。